# Möbius Dick
Möbius Dick je 2. díl 2. části 6. řady (celkem 103.) amerického animovaného seriálu Futurama. Scénář napsali Dwayne Carey-Hill a Peter Avanzino a díl režíroval Dan Vebber. V USA měl premiéru dne 4. srpna 2011 na stanici Comedy Central a v Česku byl poprvé vysílán 1. března 2012 na stanici Prima Cool. V českém vysílání je díl řazen jako 8. díl 8. řady.

## Děj
Profesor Farnsworth pověděl své současné posádce, že si vzpomněl, že je to už přesně 50 let, co marně vyhlížel z balkónu budovy Planet Expressu svou první doručovatelskou posádku (Candy, robot Lifter, kapitán Lando Tucker a Dr. John Zoidberg), která se nevrátila z mise. Profesor se tehdy dozvěděl, že zásilka nebyla doručena a proto začal několik týdnů sledovat oblohu, ze které po nějaké době do budovy Planet Expressu narazil únikový modul lodi, v němž byl John Zoidberg, který byl velmi traumatizovaný a nechtěl o tom s profesorem mluvit. Profesor své současné posádce vysvětlil, že první posádka se musela ztratit ve vesmírném bermudském čtyřstěnu. Profesor současné posádce oznámil, že už na další misi jí čeká průlet kolem bermudského čtyřstěnu, když budou vyzvedávat památník na počest první posádky. Na planetě Xenotaph členové posádky památník vyzvedli, avšak Leela na něm našla gramatickou chybu a donutila je sochu přetesat. Kvůli tomuto zdržení se posádka ocitla v časové tísni a Leela se proto rozhodla, že bermudský čtyřstěn nebudou oblétat, ale poletí skrz něj. Vypadalo to, že téměř o nic nejde, ale loď se najednou ocitla na místě, které připomínalo vesmírné vrakoviště lodí. Mezi loďmi posádka objevila i první loď Planet Expressu. Najednou se před nimi ze čtvrté dimenze vynořila interdimenzionální velryba, která první loď Planet Expressu úplně zničila. Současná posádka se tak rozhodla rychle uprchnout, avšak velryba jim ze střechy lodě ukousla památník. Leela se rozhodla pomstít ztrátu toho památníku, ale velryba lodi ukousla i motor. Leela tak nařídila vztyčit solární panely. Mezitím ji zbytek posádky nařkl z toho, že trpí posedlostí. Když byla loď opravena a funkční, Amy se pokusila velrybu harpunovat, avšak velrybě to nijak neublížilo a namísto toho loď začala táhnout za sebou a proletěla s nimi i čtvrtou dimenzí. Velryba sežrala celou posádku kromě Zoidberga, který opět odletěl v únikovém modulu. Profesor mezitím vyhlížel i tuto svou posádku, když Zoidberg přiletěl a řekl mu, co se stalo. Leela v břiše velryby spatřila Landa Tuckera, kapitána první lodi Planet Express, kterého velryba pohltila, kvůli posedlosti a Leelu začala pohlcovat také. Zatímco profesor přednášel na akci, při které měl být původně odhalen památník, vesmírná velryba díky Leeliné posedlosti, která přemohla velrybu, přistála v budově Planet Express a vystoupili z ní všichni členové první i současné posádky Planet Express. Z velryby také vyletěl památník a zásilka tak byla úspěšně doručena.